# Max Payne
Pour les articles homonymes, voir Max Payne (homonymie).
Max Payne est une série de jeux vidéo développée par Remedy Entertainment (Max Payne 1 et 2) et par Rockstar Studios (Max Payne 3). La série est nommée d'après le protagoniste Max Payne, policier à la Drug Enforcement Administration (DEA) puis détective à New York City Police Department (NYPD).
Les deux premiers scénarios ont été rédigés par Sam Lake, tandis que Max Payne 3 a été rédigé par le vice-président de Rockstar Studios, Dan Houser.

## Série

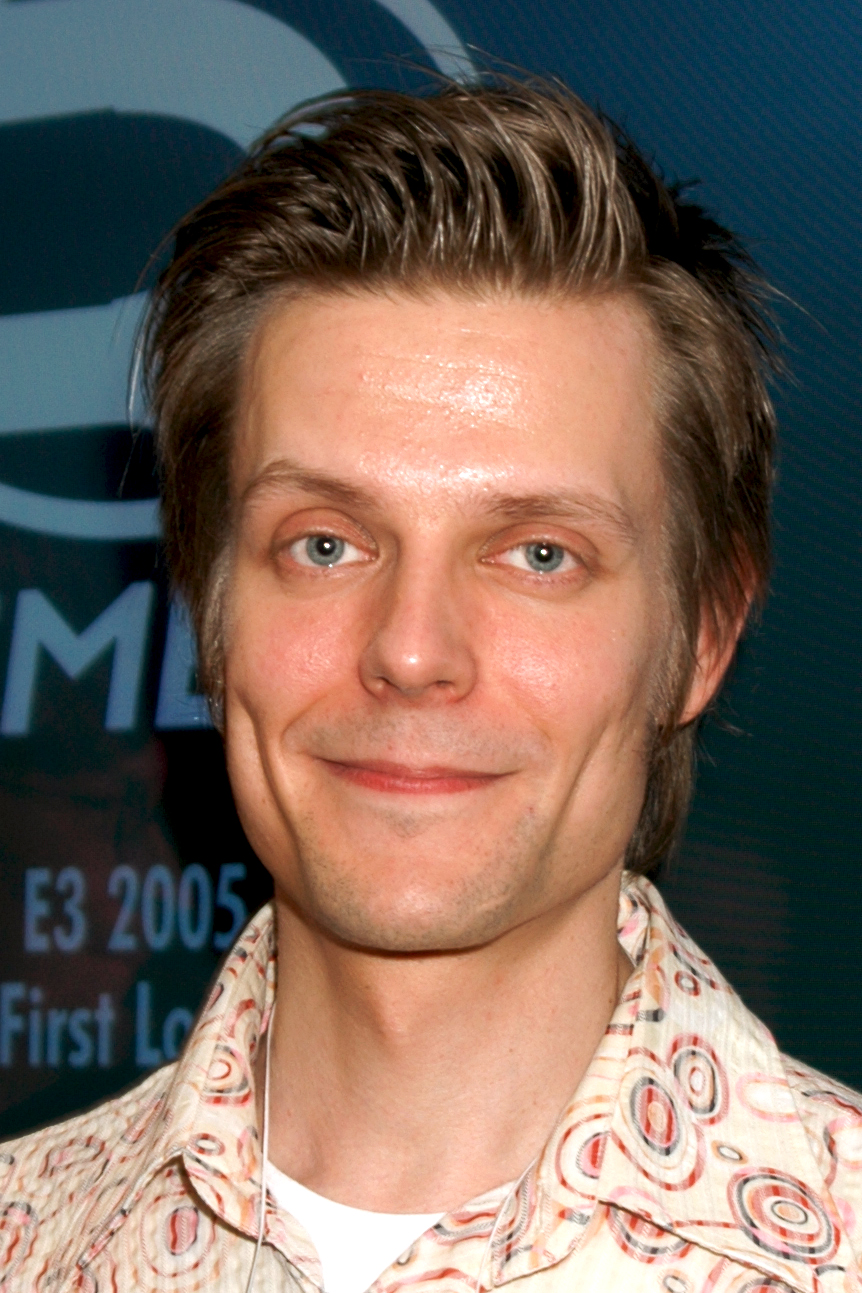
Sam Lake, créateur et interprète de Max Payne.

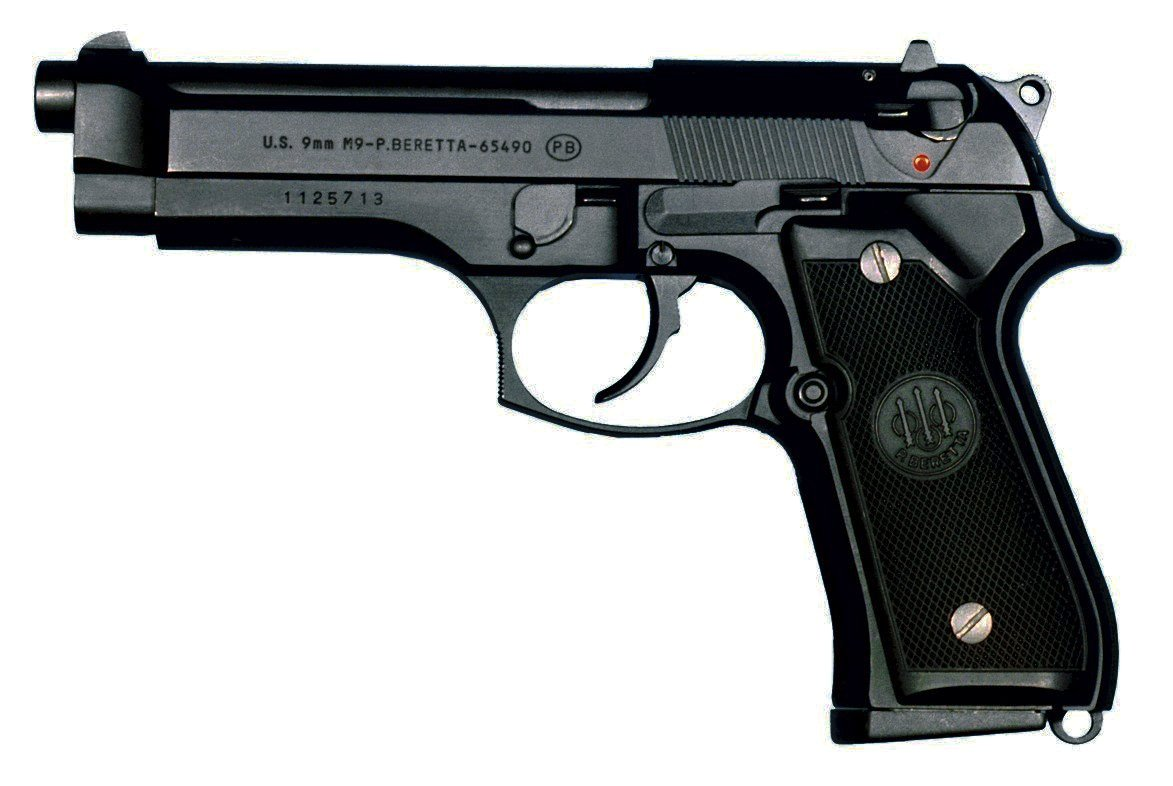
Beretta 92.

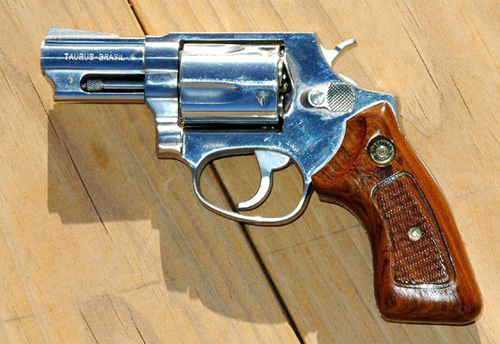
un Taurus-605, 2e Arme de Max.

Le premier jeu de la série, Max Payne a été commercialisé en 2001 sur Microsoft Windows et en 2002 sur consoles Xbox, PlayStation 2 et également Apple Macintosh ; une version spéciale a été adaptée sur Game Boy Advance en 2003. Une suite intitulée Max Payne 2: The Fall of Max Payne a été commercialisée en 2003 sur Xbox, PlayStation 2 et Windows.
En 2008, une adaptation cinématique, basée sur le jeu original, intitulé Max Payne a été diffusé et distribué par la 20th Century Fox, mettant en scène : Mark Wahlberg (Max Payne) et Mila Kunis (Mona Sax).
Max Payne 3 a été développé par Rockstar Studios et commercialisé le 15 mai 2012 sur Xbox 360 et PlayStation 3, et le 1er juin 2012 sur Windows,,,.
La franchise est remarquée pour son utilisation de séquences en bullet time. La série a bien été accueilli dans son ensemble. Max Payne, Max Payne 2 et Max Payne 3 ont été bien accueillis par les critiques, malgré le peu de succès du premier opus,.
En 2011, la franchise Max Payne s'est vendue à plus de 7,5 millions d'exemplaires.

### Max Payne

Logo du jeu Max Payne

Max Payne est le premier opus de la franchise ; un jeu de tir à la troisième personne développé par la compagnie finlandaise Remedy Entertainment, réalisé par 3D Realms et distribué par Gathering of Developers. Le jeu suit l'histoire d'un détective nommé Max Payne traquant l'assassin de sa femme (Michelle) et de son enfant (Rose).

### Max Payne 2: The Fall of Max Payne

Logo du jeu Max Payne 2

Max Payne 2: The Fall of Max Payne est le deuxième opus de la franchise ; un jeu de tir à la troisième personne développé par la compagnie finlandaise Remedy Entertainment, réalisé par Rockstar Games. Le jeu est la suite du premier opus.

### Max Payne 3

Logo du jeu Max Payne 3

Max Payne 3 est le premier jeu de la série développé par Rockstar Studios (et non par Remedy Entertainment, le développeur initial) et suit les aventures de Max après ses déboires dans le deuxième opus. Huit ans se sont écoulés et Max a quitté la police ainsi que New York et son apparence physique est différente des deux premiers opus. Il travaille pour une société privée à São Paulo au Brésil.

## Accueil

### Critiques, récompenses et ventes
| Jeu         | GameRankings                                        | Metacritic                          | Ventes        |
| ----------- | --------------------------------------------------- | ----------------------------------- | ------------- |
| Max Payne   | PC : 89.26% Xbox : 85.95% PS2 : 79.81% GBA : 79.68% | PC : 89 Xbox : 89 PS2 : 80 GBA : 78 | 4,58 millions |
| Max Payne 2 | PC : 88.52% Xbox : 85.75% PS2 : 76.64%              | PC : 86 Xbox : 84 PS2 : 73          | 2,00 millions |
| Max Payne 3 | PC : 85.67% X360 : 84.75% PS3 : 86.08%              | PC : 87 X360 : 86 PS3 : 87          | 3,99 millions |

## Film

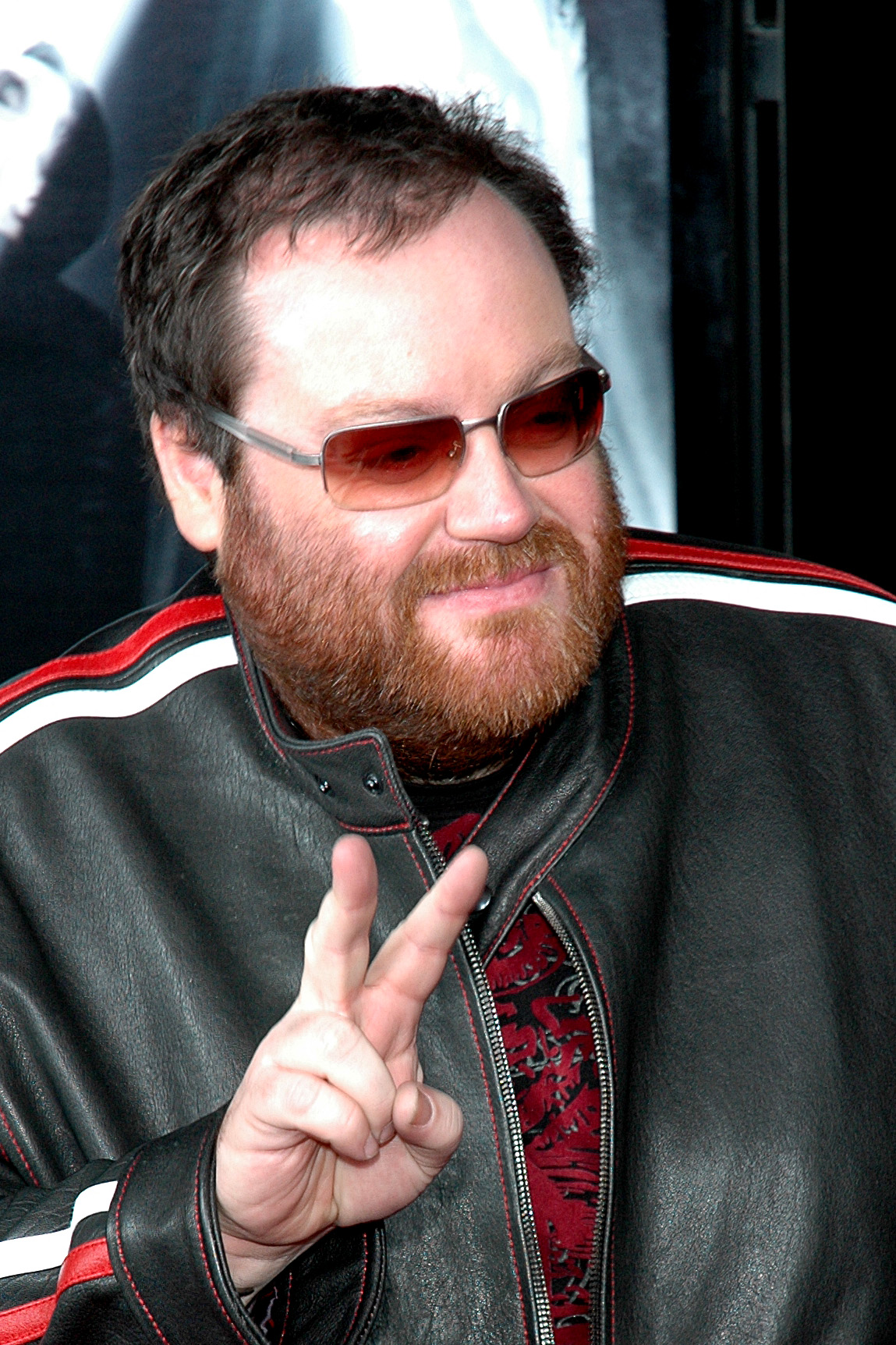
John Moore réalisateur de Max Payne le film.

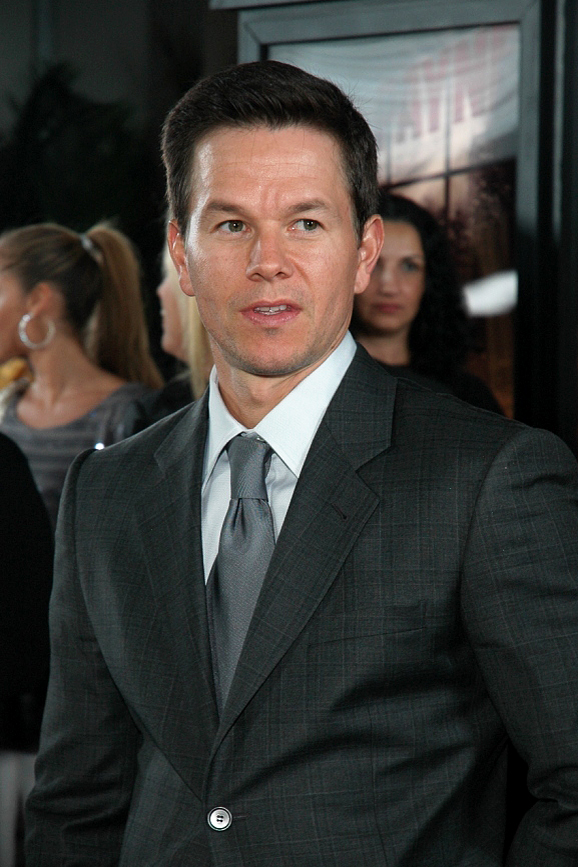
Max Payne interprété par Mark Wahlberg.

Au début de 2003, 20th Century Fox confirme avoir acheté les droits pour adapter la série de jeux vidéo en film. Le film Max Payne a été tourné en 2008 et réalisé par John Moore. Le film a été produit par Collision Entertainment et Firm Films à Toronto, Canada. Mark Wahlberg et Mila Kunis jouent le rôle de Max Payne et Mona Sax respectivement. Beau Bridges, Chris O'Donnell, Nelly Furtado et le rappeur Ludacris jouent les rôles de B.B. Hensley, Jason Colvin, Christa Balder et Jim Bravura respectivement.
Le 10 juillet 2008, une bande-annonce officielle a été diffusée, avec en fond musical la version instrumentale de la musique If I Was Your Vampire de Marilyn Manson, le film a été diffusé en salle aux États-Unis le 17 octobre 2008, film qui a été interdit aux moins de 13 ans. Il a été classé premier des films au box-office avec 18 millions de $ de recette.
Le film a cependant été négativement accueilli, et a été noté en moyenne 16 % sur Rotten Tomatoes, basée sur 129 critiques.

## Personnages
| Personnages      | Apparitions                                  | Apparitions                                       | Apparitions                          | Apparitions      |
| Personnages      | Max Payne                                    | Max Payne 2                                       | Max Payne 3                          | Film             |
| ---------------- | -------------------------------------------- | ------------------------------------------------- | ------------------------------------ | ---------------- |
| Max Payne        | James McCaffrey (voix) Sam Lake (personnage) | James McCaffrey (voix) Timothy Gibbs (personnage) | James McCaffrey (voix et personnage) | Mark Wahlberg    |
| Mona Sax         | Julia Murney                                 | Wendy Hoopes                                      |                                      | Mila Kunis       |
| Lisa Punchinello |                                              |                                                   |                                      | Olga Kurylenko   |
| Jim Bravura      | Peter Appel                                  | Vince Viverito                                    |                                      | Ludacris         |
| Vladimir Lem     | Dominic Hawksley                             | Jonathan Davis                                    |                                      |                  |
| Vinnie Gognitti  | Joe Dallo                                    | Fred Berman                                       |                                      |                  |
| Alfred Woden     | John Randolph Jones                          | John Braden                                       |                                      |                  |
| Jack Lupino      | Jeff Gurner                                  |                                                   |                                      | Amaury Nolasco   |
| Nicole Horne     | Jane Gennaro                                 |                                                   |                                      | Kate Burton      |
| Michelle Payne   | Haviland Morris                              |                                                   |                                      | Marianthis Evans |

## Galerie

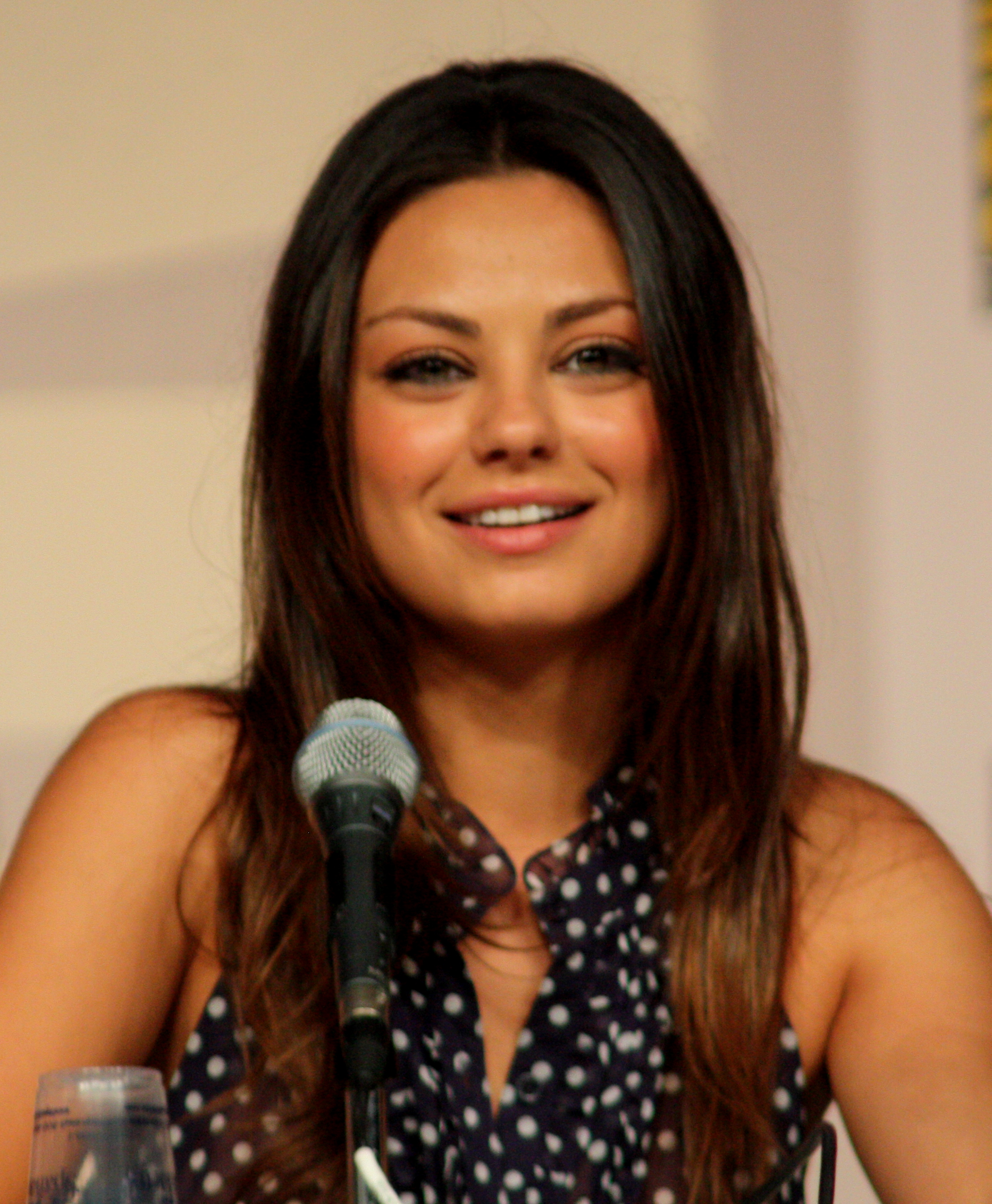
Mona Sax interprétée par Mila Kunis.
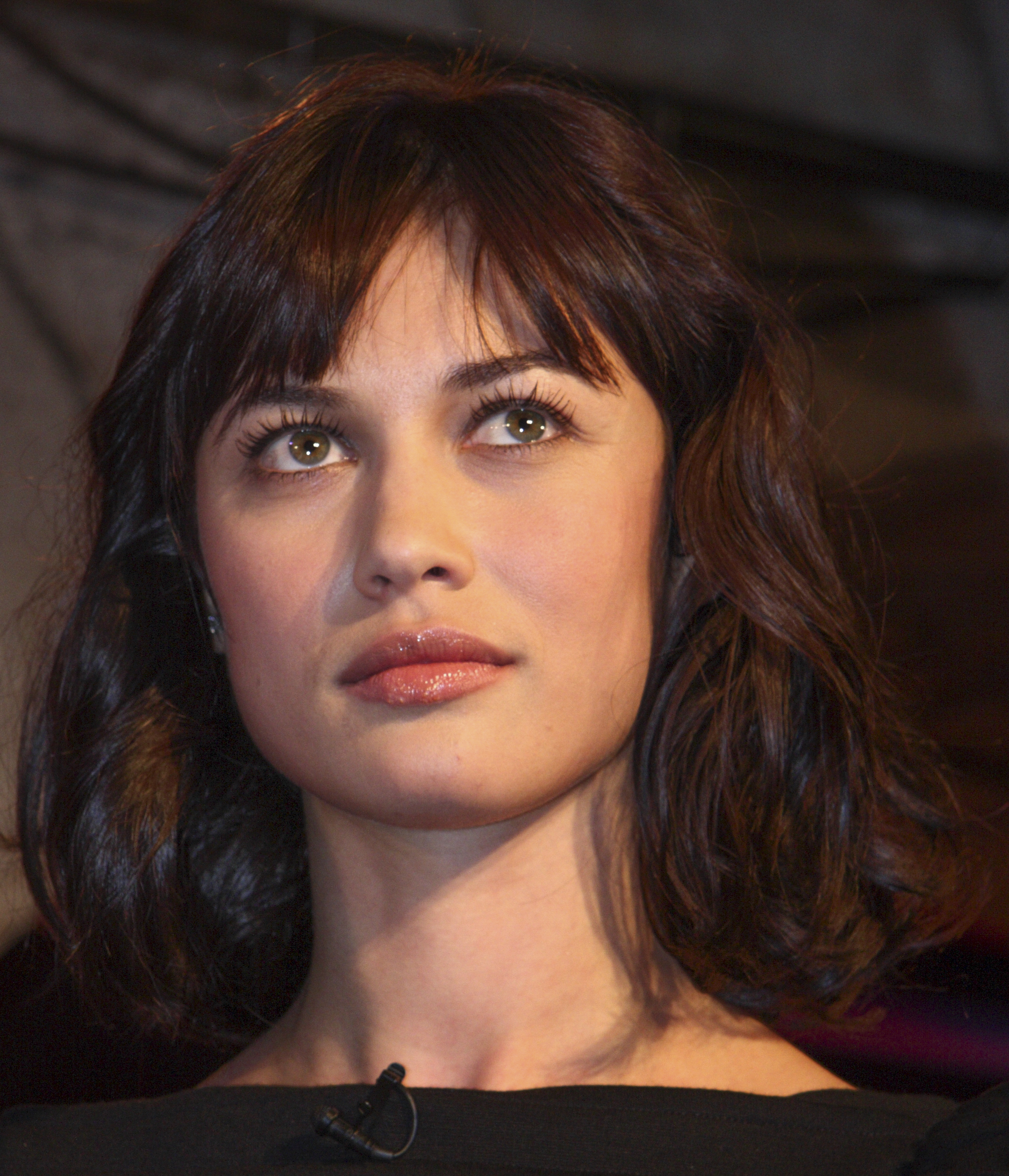
Lisa Punchinello interprétée par Olga Kurylenko.
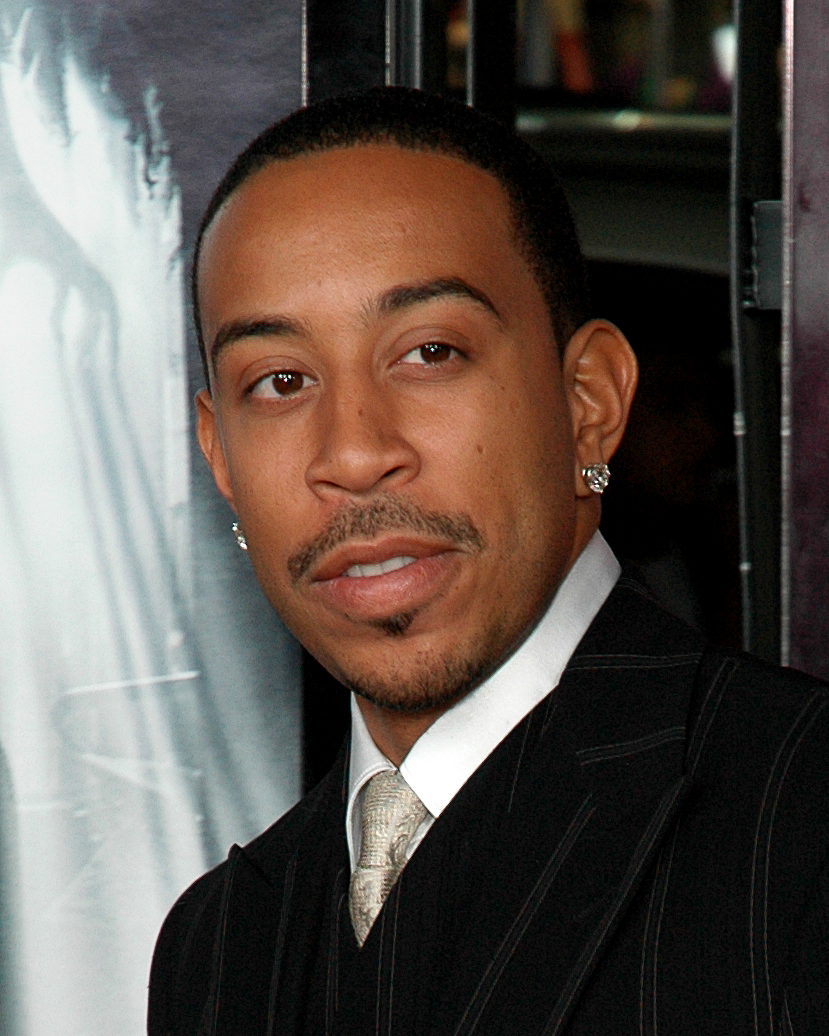
Jim Bravura interprété par Ludacris.
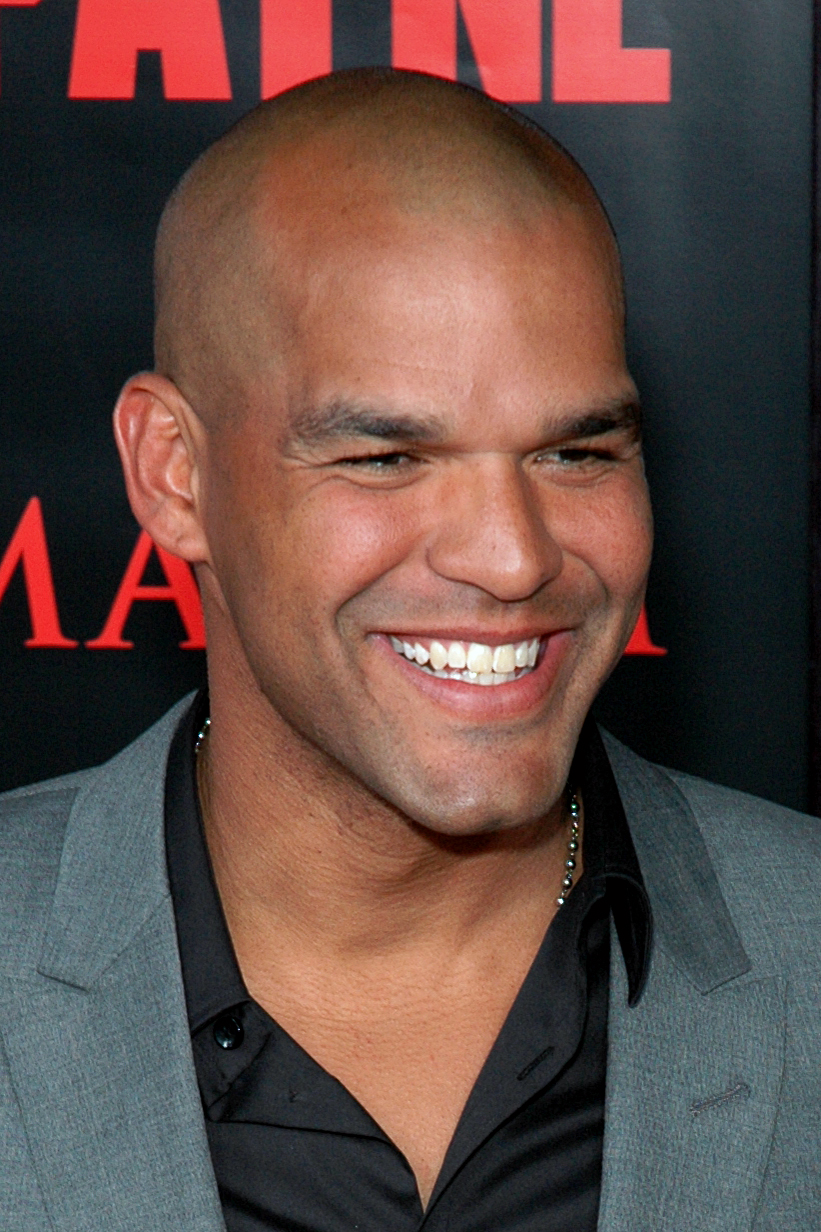
Jack Lupino interprété par Amaury Nolasco.
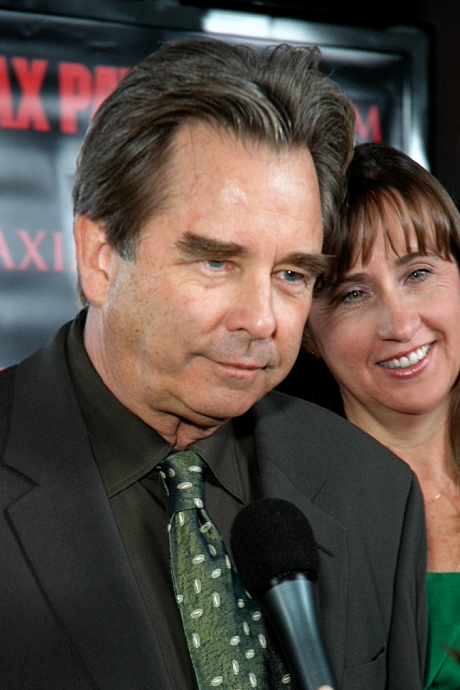
B.B. interprété par Beau Bridges.
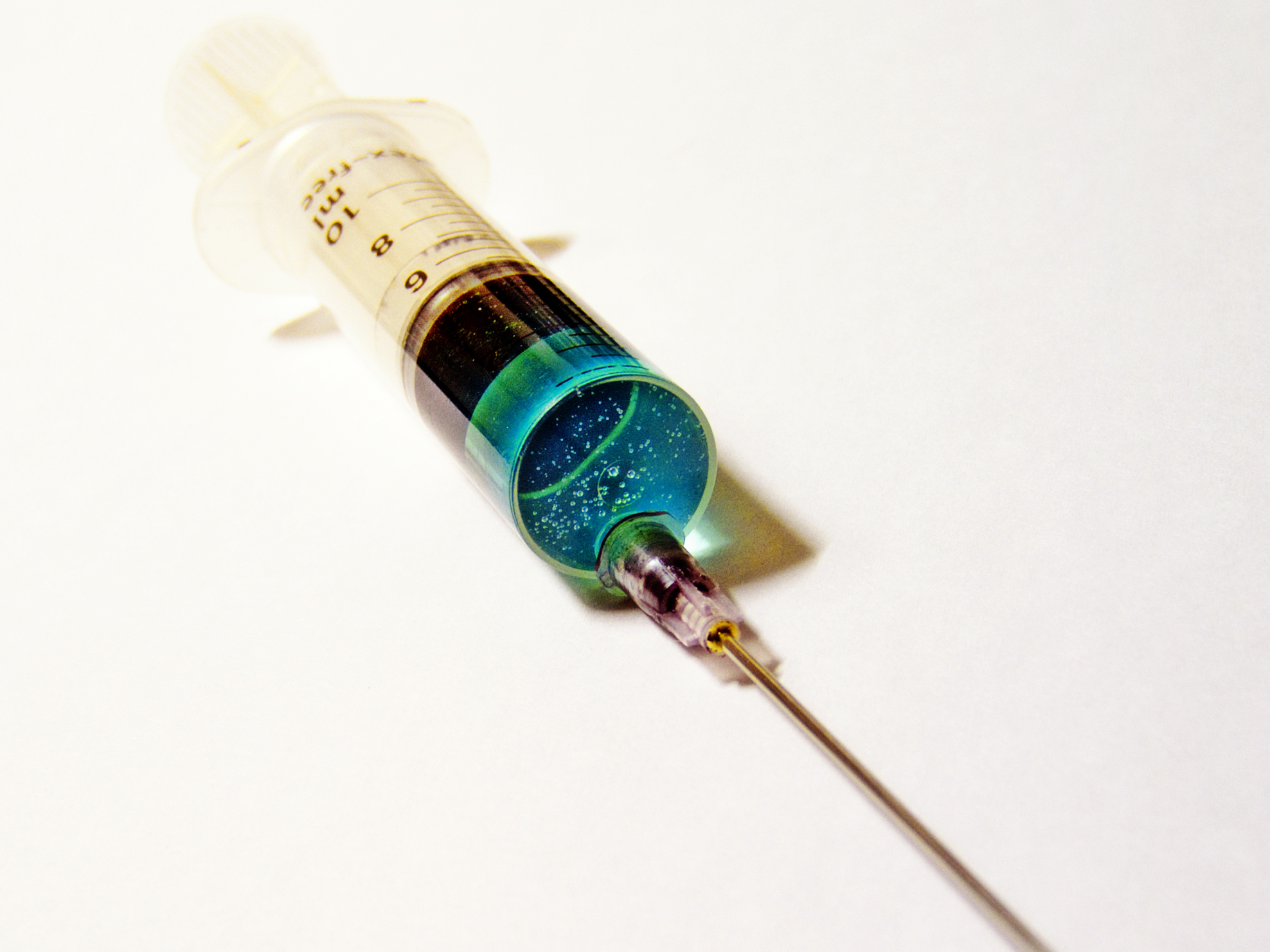
La seringue avec le liquide vert (La drogue Valkyrie).